# Trap
Trap é um subgênero do rap/hip-hop que surgiu na década de 2000 com DJ Paul no sul dos Estados Unidos. Ganhou popularidade nos Estados Unidos em meados de 2007 com o surgimento de vários grupos de rap e rappers como Gucci Mane, OJ da Juiceman e produtores como Drumma Boy, Shawty Redd e DJ Zaytoven, Logo depois surgiu Lex Luger com a produtora 808 Mafia, ganhando sucesso internacional em 2016. O trap da música eletrônica se originou ao movimento hip-hop que inspirou vários DJ de electronic dance music. O estilo é caracterizado por ritmo calmo há agressivo e som que incorpora a caixa de ritmos Roland TR-808, bumbos sub-baixo, em tempo duplo, em tempo triplo e outros tempos mais rápidos de divisão chimbais, sintetizadores em camadas, e cordas "cinematográficas", sendo estes elementos muito utilizados no house music e suas vertentes.
O trap chegou finalmente ao rap brasileiro em 2014, através do álbum Cores & Valores do grupo Racionais MC's; o álbum foi finalizado no Quad Recording Studios NYC (o mesmo utilizado por artistas como 2Pac e Biggie) e trouxe não só batidas diferentes, como letras que abordavam temas como: ostentação, o bem estar, a recuperação dos principais membros do grupo, e até amor. O novo estilo não agradou muitos fãs antigos do grupo, acostumados com Boom Bap e letras "cruas"; no entanto, isso não impediu o crescimento do subgênero no país, já que a partir deste ponto de partida, artistas como: Naio Rezende, Jé Santiago, Dfideliz, Matuê e Raffa Moreira dentre outros começaram a incorporar elementos do gênero em suas músicas. A fusão do trap com influências do funk carioca, do pop e da música eletrônica brasileira resultou em um estilo autêntico e inovador.
No Brasil, nomes como: Matuê, Leozin, Big Rush, Teto, Veigh, Xamã etc. Contribuíram com a adaptação do trap ao contexto brasileiro. A popularidade de músicas como De Peça em Peça e Foi Bom deram início à uma era de ouro para o gênero no país. À medida que o Trap foi crescendo no Brasil, foram surgindo outros nomes como: Sidoka, Massaru, PK, Djonga, foram trazendo uma variedade de estilos e abordagens. Em junho deste ano, conseguiu um feito inédito: desbancar pela primeira vez o sertanejo como ritmo mais ouvido na playlist Top Brasil da plataforma Spotify, que reúne as principais músicas escutadas no país. 
Em 2012, um novo movimento de produtores e DJs de música eletrônica surgiu e começou a incorporar elementos da música trap em suas obras. Isso ajudou a expandir a sua popularidade entre os fãs de música eletrônica. Um número de ramificações estilísticas de música trap desenvolveu-se, que, na segunda metade de 2012, ganharam um aumento na popularidade viral e fez um impacto notável sobre a dance music.
Considerado por muitos como o pai do trap, Diplo com sua gravadora Mad Decent alavancou o ritmo, com sua Mad Decent Block Party com uma versão até em um cruzeiro, impulsionando ao Mainstream, revelando artistas como Baauer, Yellow Claw, KPO Music, GTA, Flosstradamus, DJ Snake, Dillon Francis (com seu moobahton) e NGHTMRE, todos estes produtores de música eletrônica.
Diplo é o primeiro artista do gênero na rádio BBC, com seu chart Diplo & Friends, revelando novos talentos como HI-LO projeto de Bass House - subgênero de Oliver Heldens

## Características
Trap é um estilo instrumental, onde combinam ritmos de diferentes músicas, sons, onomatopeias e incorpora um extenso uso de sintetizadores multidimensionais e melódicas bem desalinhadas; músicas boas, laços nítidos e rítmicos; profundos 808, bumbos, sub-graves; em tempo duplo, triplo e em tempo semelhante divididos chimbais; e uma utilização cinematográfica e sinfônica de instrumentos de corda, de sopro e teclado criando uma atmosfera sombria, densa, cruel e um contexto triste e desolador para os ouvintes.
Outros temas líricos da música trap incluem criminalidade, tráfico de drogas, festas, sexo, cadeia, religião, violência, armas, gangues, problemas sociais, familiares, amigos, emoções e sentimentos pessoais, o niilismo, negócios, mudanças da indústria da música, rebelião, ressentimento, palavrões, o racismo, a consciência, vida, morte, política, materialismo e riqueza.

## História
Em 2012, novos estilos do trap, como "trap house", "trap-ah-ton", começaram a ganhar popularidade. A maioria destes subgêneros combinava padrões de bateria/ritmo em estilo trap com sintetizadores EDM, criando batidas e melodias fora do comum. Produtores de eletrônica, como Diplo, Dj Kington, DJ Snake, Dillon Francis, GTA, NGHTMRE, Tomsize, Boaz Van De Beatz, GRANDTHEFT, Zeds Deads, Ookay, TNGHT, Baauer, Flosstradamus, RL Grime, e Yellow Claw expandiram a popularidade destes desenvolvimentos da música trap, ganhando a atenção dos fãs de música eletrônica.
Na segunda metade de 2012, essas novas ramificações da música trap desenvolvida ganhou popularidade viral e fez um impacto notável sobre música eletrônica. A música foi inicialmente apelidada simplesmente como "trap" pelos produtores e fãs, o que levou ao termo "trap" sendo usado para tratar a música de ambos os rappers e produtores eletrônicos, isso gerou muita confusão entre os seguidores de ambos. Em vez de se referir a um único gênero, o termo "trap" tem sido usado para descrever dois gêneros distintos de rap e dance music. A nova onda do gênero tem sido rotulada por alguns como EDM trap para distingui-lo do gênero rap. A evolução do EDM trap tem visto incorporações e influências estilísticas de dubstep, com Rebecca Haithcoat do LA Weekly dizendo "você poderia basicamente chamá-lo a próxima fase do dubstep. Toca-se em um clube-ready 140 bpm, enquanto mantêm "gotas de dubstep" e ele continua a crescer em popularidade.
Em 2013, um vídeo feito por um fã de música eletrônica da canção do produtor de música trap Baauer, "Harlem Shake", se tornou um meme da internet, impulsionando a caminho de se tornar a primeira música em estilo trap a chegar ao topo da Billboard Hot 100. Cinco populares produtores de música trap EDM se apresentaram no Ultra Music Festival nos Estados Unidos - Carnage, ƱZ, DJ Craze, Baauer e Flosstradamus. O festival Tomorrowland 2013 contou com uma "Trap Stage".
Em 10 de fevereiro de 2013, All Trap Music lançou seu primeiro álbum de compilação que contou com dezenove faixas de artistas como RL Grime, Flosstradamus, Baauer, Bro Safari, Buku, 12th Planet, Hucci e UZ. Descrito pela imprensa musical como o primeiro álbum de seu tipo alcançou o número dois na parada dance iTunes com a Vibe Magazine afirmando que foi o "mais vendido álbum trap do mundo de todos os tempos".
Os pioneiros do gênero são DJ Paul, Shawty Redd, 808 Mafia e Lex Luger. Rappers como Chief Keef e Waka Flocka Flame, Gucci Mane, Rick Ross, Nicki Minaj, Future e Fetty Wap também estão na lista, Young Thug e Migos são grandes influenciadores do mesmo.

## Subgêneros

### Trap-soul
Trap-soul é um gênero que surgiu da fusão entre o trap, música soul e o R&B, que se tornou popular através do álbum de estreia de Bryson Tiller, "Trapsoul" lançado em 2015 e consiste em um ritmo de música mais suave, oposto ao conteúdo pesado do trap, que agrada tanto os amantes de trap, quanto aos amantes da música soul. O portal BET.com definiu o trap-soul como “um novo gênero de soul que foi criado no século XXI, que infunde soul, rap e R&B". Jhené Aiko, Kehlani, PartyNextDoor, Khalid, Summer Walker, Alicia Keys, Ty Dolla $ign, Tory Lanez, são alguns dos artistas expoentes do gênero.